# Gustavo Baz Prada

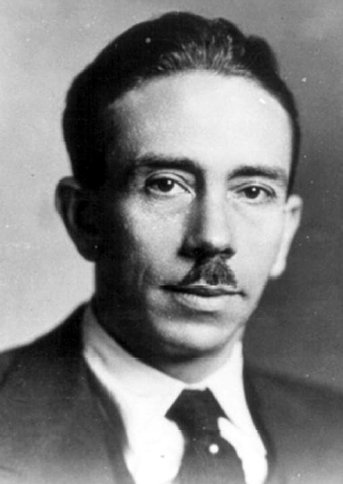
Gustavo Baz

Gustavo Baz Prada (* 31. Januar 1894 in Tlalnepantla; † 12. Oktober 1987 in Mexiko-Stadt) war ein mexikanischer Chirurg und Geburtshelfer, Politiker und Rektor der Universidad Nacional Autónoma de México (UNAM). Er war unter anderem zweimal Gouverneur des Bundesstaates México sowie Senator und Secretario de Salubridad y Asistencia (Gesundheitsminister).

## Leben
Baz wurde 1900 in das Liceo Fournier in Mexiko-Stadt eingeschult. Nach dem Tod seines Vaters ging die Familie nach Guadalupe im Bundesstaat Zacatecas, wo er die Grundschule beendete. 1908 wechselte er an die „Escuela Normal de Guadalajara“, 1912 dann an das Instituto Científico y Literario de Toluca. Als Stipendiat des Colegio Médico Militar begann er als Sargento die medizinische Ausbildung. Ab 1914 nahm er aktiv an der mexikanischen Revolution teil. Nach der Umsetzung des Plans von Ayala wurde er am 15. Dezember 1914 erstmals Gouverneur des Bundesstaates México und zum Brigadegeneral befördert. Nach dem Sieg der konstitutionellen Kräfte, die in dieser Region unter dem Kommando von General Pablo González Garza standen, legte er den Gouverneursposten am 14. Oktober 1915 nieder, verzichtete 1916 auf seinen Dienstgrad Brigadegeneral und setzte seine medizinische Ausbildung fort. 1920 erhielt er von der Escuela de Medicina die Zulassung als Chirurg und Geburtshelfer. Am 11. Oktober 1935 wurde er Direktor der Escuela Nacional de Medicina und der Escuela Médico Militar. Im gleichen Jahr wurde er auch Präsident der Academia Nacional de Medicina. Am 21. Juni 1938 wurde er Rektor der UNAM. Am 1. Dezember 1940 wurde er von Präsident Manuel Ávila Camacho zum Secretario de Salubridad y Asistencia ernannt und übergab zwei Tage später den Rektorenposten an der UNAM an seinen Nachfolger. Während seiner Amtszeit, die am 30. Dezember 1946 endete, erhielt er unter anderem auch den Ehrendoktortitel der UNAM. Als Kandidat der Partido Revolucionario Institucional (PRI) wurde er am 16. September 1957 erneut bis 1963 zum Gouverneur des Bundesstaates México gewählt. Von 1976 bis 1982 war er Senator der Republik Mexiko und wurde 1978 mit der Medalla Belisario Domínguez del Senado de la República ausgezeichnet.